# 锡莱河
锡莱河（義大利語：Sile）是意大利东北部威尼托大区的一条河流，长95千米。